# 上海市胸科医院
上海市胸科医院与上海交通大学附属胸科医院一个机构两块牌子，位于中国上海市淮海西路241号，是一所主要诊治心胸疾病为主的三级甲等医院。
1957年该院被中华人民共和国卫生部指定为全国心胸外科进修基地。1988年成为上海第二医科大学（今上海交通大学医学院）的教学医院。2004年成为上海红十字胸科医院。2005年成为上海交通大学附属胸科医院。2006年成立肿瘤科（上海市肺部肿瘤临床医学中心）。